# Mata da Serreta

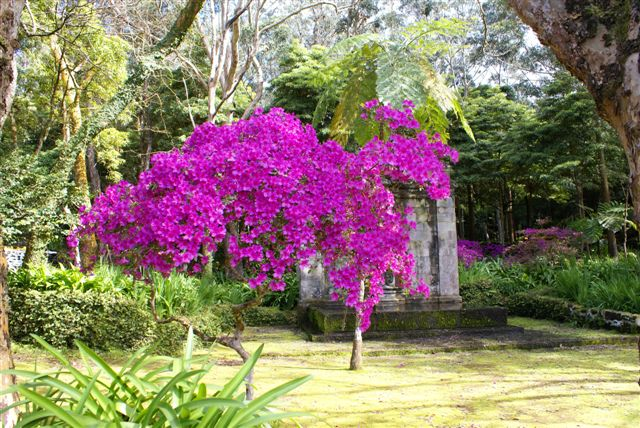
Azálea em flor, Mata da Serreta

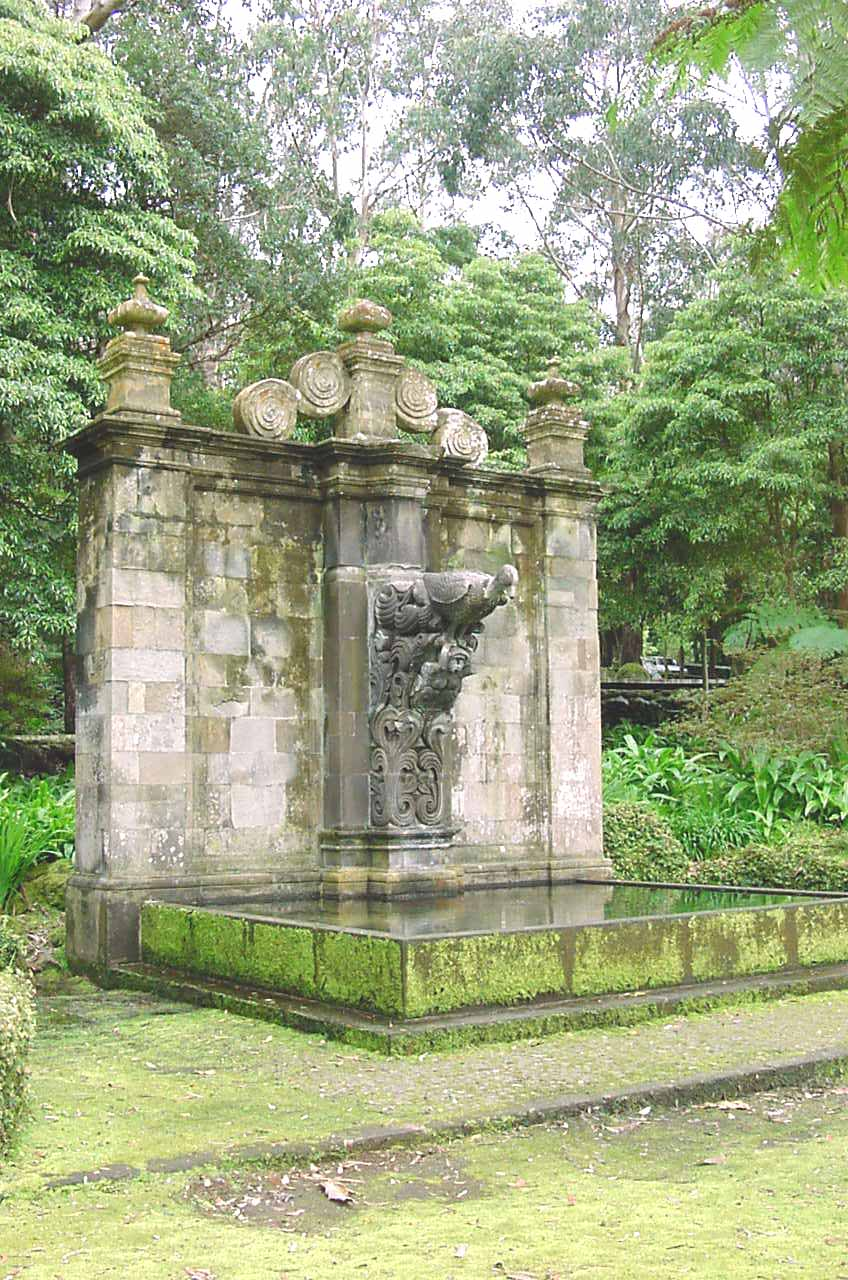
Fonte mitológica.

A Mata da Serreta localiza-se na freguesia da Serreta, concelho de Angra do Heroísmo, a Oeste da Ilha Terceira, nos Açores.
Encontra-se classificada como Reserva Florestal de Recreio, constituindo-se em uma das seis existentes na ilha. Para além dela as demais são a do Monte Brasil, da Lagoa das Patas ou da Falca, da Lagoa do Negro, e a do Algar do Carvão.
De grande riqueza florestal, caracteriza-se por suas grandes dimensões (15 hectares) e pela diversidade de espécies vegetais que abriga, onde se encontram não apenas exemplares da flora endémica como também de espécies exóticas que aqui se adaptaram ao longo dos séculos do povoamento. Encontra-se distribuída a uma altitude de cerca de 200 metros acima do nível do mar.
Esta importante reserva da biosfera está a cargo da Secretaria Regional da Agricultura e Florestas, (Governo Regional dos Açores) que ali responde pela instalação de sinalética informativa e formativa, limpeza de infestantes, manutenção dos percursos pedestres existentes e plantação de plantas ornamentais, melhorando significativamente as condições de utilização daquela reserva.
Além de um ambiente de grande serenidade, nela se descortinam belas paisagens a partir do Miradouro do Peneireiro.
Nela destaca-se ainda a Estalagem da Serreta, que se notabilizou por ter recebido os presidentes Marcelo Caetano, por parte de Portugal, Georges Pompidou, por parte da França, e Richard Nixon, por parte dos Estados Unidos da América, durante uma cimeira, em Dezembro de 1971. Esta estalagem é uma dos projetos notáveis do arquitecto João Correia Rebelo, marcante do Modernismo em Portugal.

## Galeria

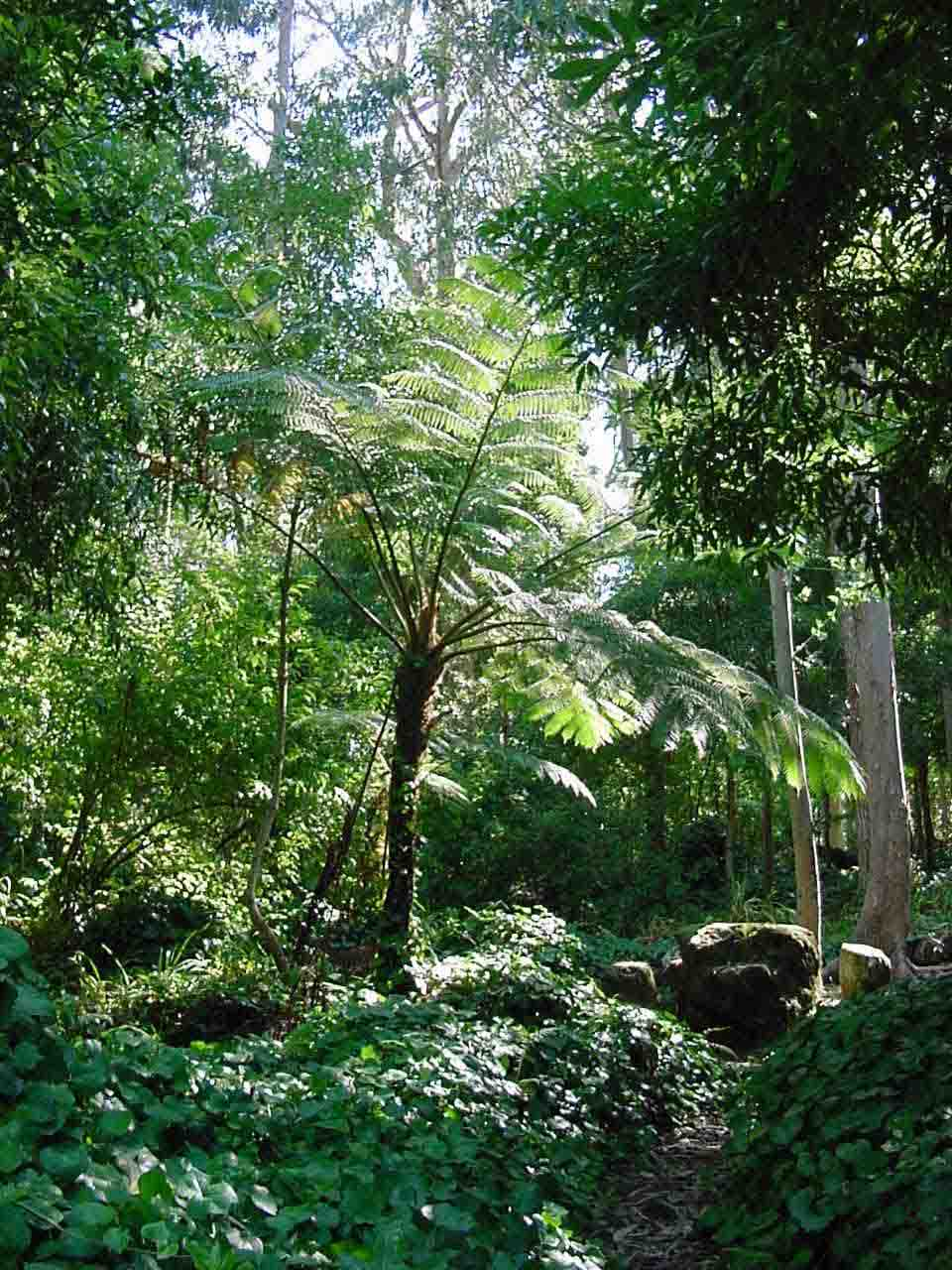
Feto arbóreo.
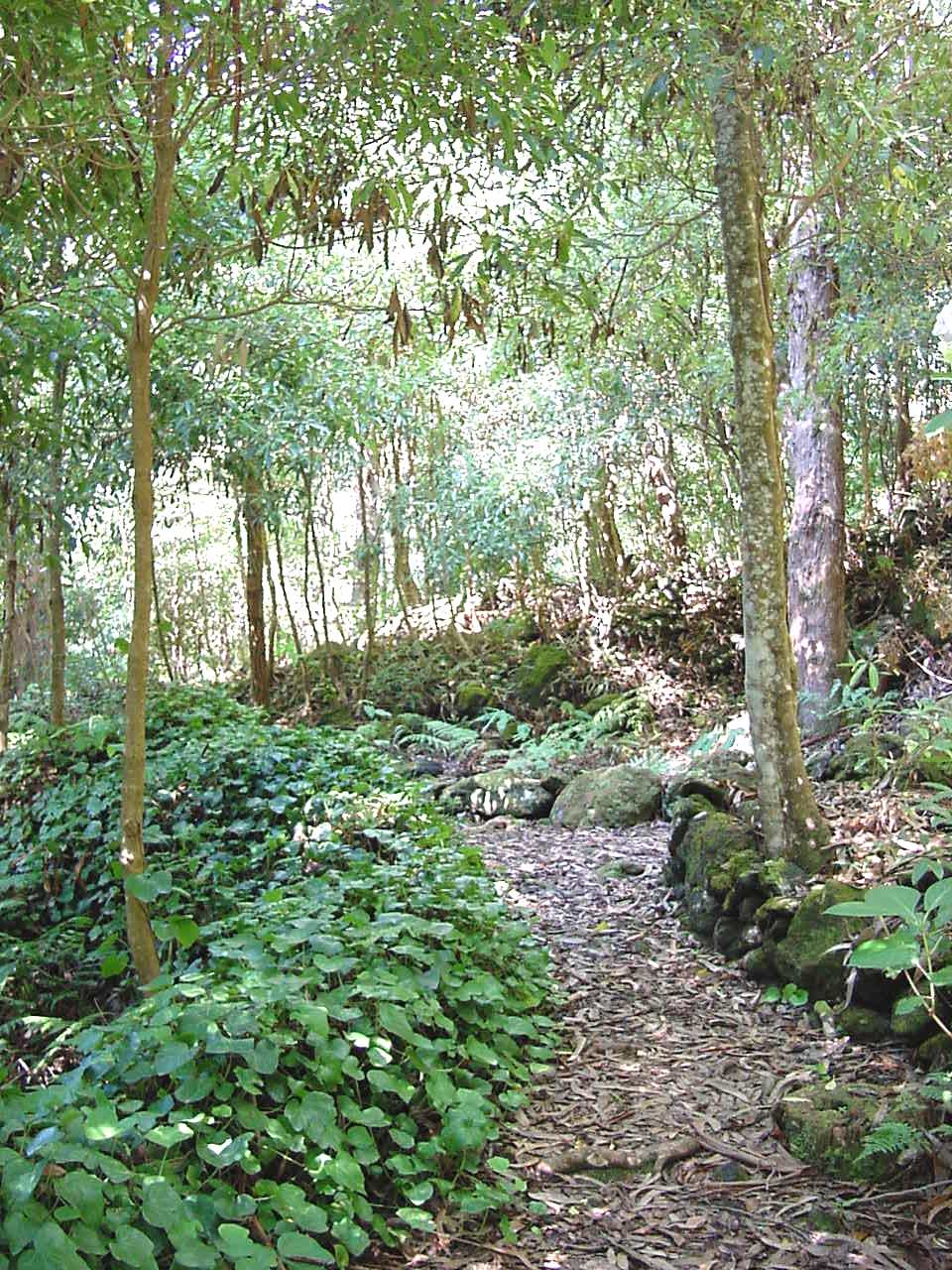
Veredas.
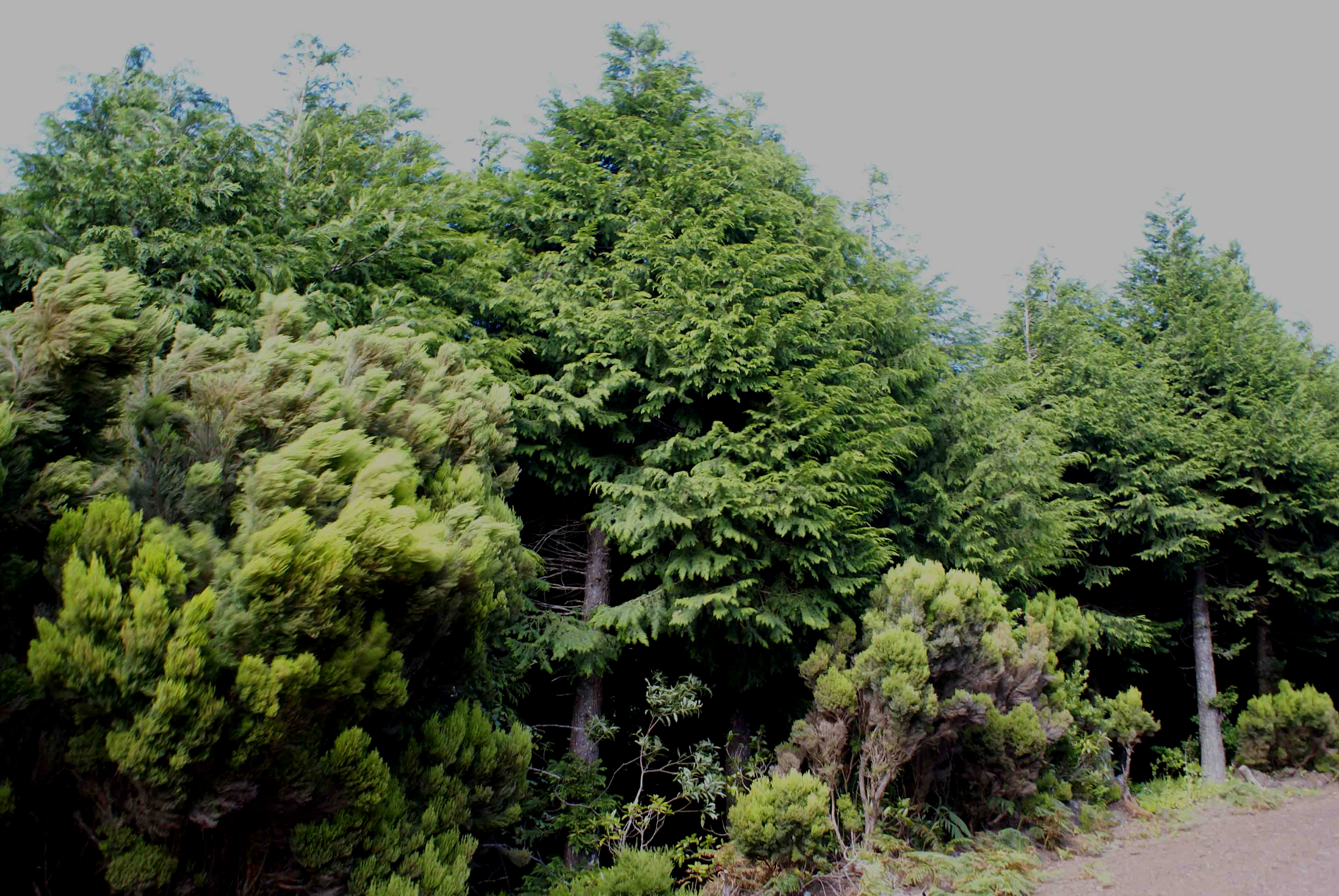
Floresta de Cedros.